# Roy Grinwis
Roy Grinwis (13 september 1991) is een Nederlands voormalig voetballer die als keeper bij FC Omniworld speelde.

## Carrière
Roy Grinwis was gedurende het seizoen 2008/09 derde keeper van FC Omniworld achter Mark Zegers en Marc Hogervorst. Hij maakte zijn debuut in de Eerste divisie op 10 april 2009, in de met 0-3 verloren thuiswedstrijd tegen AGOVV Apeldoorn. Hij kwam in de 67e minuut in het veld voor Chakib Tayeb, omdat keeper Marc Hogervorst uit het veld werd gestuurd. In 2011 stond hij onder contract bij Bogor Raya FC dat uitkwam in de Liga Primer Indonesia (LPI). Vanaf 2012 tot 2021 speelde Grinwis in het amateurvoetbal voor de amateurtak van Ajax, SV Lelystad '67 en SV Batavia '90.

### Statistieken
| Seizoen                   | Club           | Land           | Competitie     | Competitie | Competitie | Beker | Beker | Totaal | Totaal |
| Seizoen                   | Club           | Land           | Competitie     | Wed.       | Dlp.       | Wed.  | Dlp.  | Wed.   | Dlp.   |
| ------------------------- | -------------- | -------------- | -------------- | ---------- | ---------- | ----- | ----- | ------ | ------ |
| 2008/09                   | FC Omniworld   | Nederland      | Eerste divisie | 1          | 0          | 0     | 0     | 1      | 0      |
| Carrièretotaal            | Carrièretotaal | Carrièretotaal | Carrièretotaal | 1          | 0          | 0     | 0     | 1      | 0      |
| Bijgewerkt op 29 mei 2025 |                |                |                |            |            |       |       |        |        |